# Pigmentiphaga humi
Pigmentiphaga humi es una especie de bacteria gramnegativa del género Pigmentiphaga. Fue descrita en el año 2019. Su etimología hace referencia a suelo. Es aerobia e inmóvil. Tiene un tamaño de 1 μm de ancho por 1,9 μm de largo. Forma colonias circulares, brillantes, de color beige y con el borde liso en agar R2A tras 3 días de incubación. Catalasa y oxidasa positivas. También crece en agar NA, PYE, LB, TSA y agar sangre, pero no en MacConkey. Temperatura de crecimiento entre 15-28 °C, óptima de 20-28 °C. Se ha aislado del suelo en Alabama, Estados Unidos.